# 松澤佑次
松澤 佑次（まつざわ ゆうじ、1941年10月18日 - ）は、日本の医学者。住友病院院長。元大阪大学医学部附属病院 病院長、大阪大学名誉教授。アディポネクチンの発見者であり、「メタボリックシンドローム」の提言者としても知られる。和歌山県田辺市出身。

## 略歴
- 1966年 - 大阪大学医学部を卒業。
- 1991年 - 大阪大学医学部 第二内科（現 大学院医学系研究科分子制御内科）教授に就任。
- 2000年 - 大阪大学医学部附属病院 病院長に就任
- 2003年 - 大阪大学名誉教授、財団法人住友病院 院長に就任。

学会役職
- 元 日本臨床分子医学会 理事長
- 元 日本動脈硬化学会 理事長
- 日本肥満学会 理事長

## 受賞等
- ベルツ賞1等賞（2001年度）

「内臓脂肪症候群の分子機構」
- 武田医学賞（2004年度）

「脂肪細胞研究を基盤にした生活習慣病の解明」
- 日本医師会医学賞（2000年度）

「内臓脂肪症候群の概念確立とその分子機構の解明」
- 紫綬褒章（2006年秋）[3]
- 瑞宝中綬章（2015年春）[4]